# Alan Blyth
Geoffrey Alan Blyth, né le 27 juillet 1929 à Londres et mort le 14 août 2007 à Lavenham, est un critique musical, auteur et musicologue anglais.

## Biographie
Geoffrey Alan Blyth naît le 27 juillet 1929 à Londres. Il fait ses premières expériences musicales à la Rugby School. Il assiste aux cours de musique du professeur Jack Westrup. Après avoir obtenu son diplôme du Pembroke College d'Oxford, où il a étudié l'histoire, il retourne à Londres et travaille dans le journalisme et l'édition . Il écrit des critiques, des interviews et des nécrologies pour The Times et pour Gramophone. Il est un collaborateur de longue date du magazine britannique Opera. Il est particulièrement connu pour ses écrits dans le domaine de l'opéra,. Il est spécialiste des chanteurs et du chant.

### Vie personnelle
Il est d'abord marié à Ursula Zumloh, d'origine allemande, elle meurt en 2000, puis il épouse Sue Hamilton, une spécialiste du bouddhisme. Il passe les deux dernières décennies de sa vie à Lavenham dans le Suffolk.

### Mort
Geoffrey Alan Blyth meurt le 14 août 2007 à Lavenham.